# Egentliga piggsvin

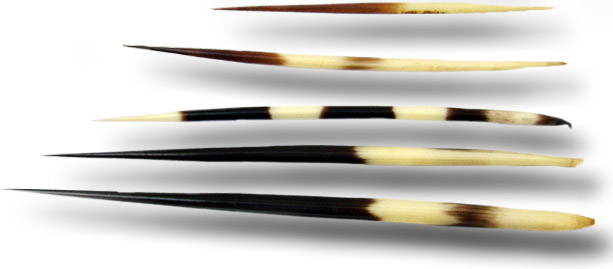
Olika taggar.

Egentliga piggsvin (Hystrix) är ett släkte i familjen jordpiggsvin med åtta arter som förekommer i Afrika, Asien och Europa.

## Utseende
Arterna når en kroppslängd (huvud och bål) av 42 till 93 cm, en svanslängd av 2,5 till 19 cm och en vikt av 3,8 till 30 kg. Kroppen är täckt av vanliga hår, borstlika hår och taggar. Taggarna kan hos vissa arter nå en längd av 35 cm och är på undersidan mer elastiska. Taggarnas färg kan vara enhetligt brun eller ha mörka och ljusa ringar. Annars är pälsfärgen mörkbrun till grå på ovansidan och vitaktig på buken. Hos alla arter bildar taggarna vid svansen en tofs som hos undersläktena Thecurus och Acanthion är mer tydlig. De kan framkalla skrapande ljud med taggarna. Framtassarna har fyra tår som är utrustade med klor. Bakfötterna har fem tår. Ögonen och de yttre öronen är jämförelsevis små.

## Arter och utbredning
Enligt Wilson & Reeder (2005) utgörs släktet av åtta arter som är fördelade på tre undersläkten.
- Undersläkte Indonesiska piggsvin (Thecurus) räknas ibland som självständigt släkte.
  - Grovtaggigt piggsvin (Hystrix crassispinis) lever på Borneo.
  - Filippinskt piggsvin (Hystrix pumila) hittas på Palawan och andra filippinska öar.
  - Sumatrapiggsvin (Hystrix sumatrae) är endemisk på Sumatra.
- Undersläkte Acanthion
  - Kortsvansat piggsvin (Hystrix brachyura) förekommer från Nepal över södra Kina till Malackahalvön och sydostasiatiska öar.
  - Hystrix javanica lever Bali och andra sydostasiatiska öar, kanske på vissa öar införd av människan.
- Undersläkte Hystrix
  - Sydafrikanskt piggsvin (Hystrix africaeaustralis) påträffas i södra Afrika.
  - Vanligt piggsvin (Hystrix cristata) lever i Italien, vid Nordafrikas Medelhavskust, i västra Afrika och söder om Sahara till Kenya.
  - Vithalsat piggsvin (Hystrix indica) hittas från Anatolien och Arabiska halvön till Kazakstan samt till Indien och Sri Lanka.

Manlöst piggsvin räknas här som underart till kortsvansat piggsvin, Hystrix brachyura hodgsoni.

## Ekologi
Egentliga piggsvin lever i många olika habitat som skogar, klippiga områden, stäpper, bergstrakter eller sandiga halvöknar i regioner upp till 3 500 meter över havet.
Boet är antingen en grotta, bergssprickor eller underjordiska håligheter som piggsvinet gräver själv eller övertar efter andra djur som till exempel jordsvin. Självgrävda bon används över flera år och byggs vidare på. Vissa bon kan vara så mycket som 18 meter långa och delvis vara belägna 1,5 meter under markytan. Individerna är främst aktiva på natten och vistas vanligen på marken. De klättrar mycket sällan i träd men har bra simförmåga. Födan utgörs av alla möjliga växtdelar samt insekter och andra ryggradslösa djur som tillskott. I de norra delarna av utbredningsområdet stannar de under den kalla årstiden ibland länge i boet men de går inte i vinterdvala.
När piggsvinet känner sig hotat uppställer det sina taggar, vilket gör att det framstår som dubbelt så stort. Genom att hoppa mot angriparens mage kan piggsvinet åstadkomma allvarliga skador hos lejon, leopard, hyenor och människor.
Egentliga piggsvin lever i små blandade grupper men dräktiga honor lever före ungarnas födelse i ett eget bo. När parningen sker beror på art och utbredningsområde. Dräktigheten varar i 93 till 112 dagar och sedan föds en eller två ungar. Ungarna är väl utvecklade men har mjuka taggar. Hos sydafrikanskt piggsvin slutar honan efter cirka 100 dagar med digivning. Könsmognaden infaller för honor efter 9 till 16 månader och för hannar efter 8 till 18 månader.
Små arter kan bli upp till 9 år och 6 månader gamla i fångenskap. Större arter som vanligt piggsvin och kortsvansat piggsvin kan bli över 27 år gamla om de sköts om av människor. De håller därmed tillsammans med kalråttan rekordet för alla nu levande gnagare.